# Сезон ФК «Арсенал-Київ» 2016—2017
Сезон ФК «Арсенал-Київ» 2016—2017 — 2-й сезон київського «Арсенала» у чемпіонатах України після відродження клубу. За підсумками сезону клуб став учасником 1/16 фіналу Кубка України.
Протягом сезону «Арсенал» декілька разів був втягнутий у скандали з договірними матчами. 18 вересня, у матчі 10 туру з рівненським «Вересом», капітан команди Олег Котелюх навмисне зіграв рукою в штрафному майданчику наприкінці матчу. Після матчу нападник команди Адерінсола Есеола зізнався що перед грою на нього виходили представники суперників та пропонували 500$ за здачу гри. За підсумками скандалу Котелюха було відраховано з команди, однак офіційно довести нічого не вдалося. Вдруге питання про договірний матч постало після 31 туру, в якому «Арсенал» програв «Десні» з рахунком 1:5. За підсумками внутрішньоклубного розслідування 6 футболістів було відсторонено від тренувань до з'ясування обставин. Цими гравцями стали Сергій Сітало, Олексій Майданевич, Максим Костюченко, В'ячеслав Турчанов, Сергій Семенюк та Олександр Аксьонов. Гравці відмовилися добровільно розірвати контракт та пройти детектор брехні на умовах клубу.

### Кубок України
| 1/32 фіналу 10 серпня 2016 | «Рух» (Винники)                        | 2 – 3    | «Арсенал-Київ»                                             | Винники                                                            |  |
| 18:00                      | Борис Баранець 84' Олег Шептицький 87' | Протокол | Вадим Семчук 40' Адерінсола Есеола 63' Ігор Биковський 81' | Стадіон: ім. Богдана Маркевича Глядачі: ? Суддя: Володимир Міланич |  |

| 1/16 фіналу 21 вересня 2016 | «Десна» (Чернігів) | 1 – 0    | «Арсенал-Київ» | Харків                                            |  |
| 17:00                       | Денис Фаворов 83'  | Протокол |                | Стадіон: «Сонячний» Глядачі: 50 Суддя: Юрій Фощій |  |

### Чемпіонат України
| 1 тур 24 липня 2016 | «Арсенал-Київ»        | 1 – 1    | «Суми»               | Бориспіль                                             |  |
| 16:00               | Адерінсола Есеола 80' | Протокол | В'ячеслав Койдан 59' | Стадіон: «Колос» Глядачі: 350 Суддя: Дмитро Кривушкін |  |

| 2 тур 30 липня 2016 | «Арсенал-Київ» | 0 – 1    | «Полтава»             | Бориспіль                                                 |  |
| 16:00               |                | Протокол | Богдан Кушніренко 18' | Стадіон: «Колос» Глядачі: 500 Суддя: Олександр Омельченко |  |

| 3 тур 5 серпня 2016 | «Оболонь-Бровар» (Київ) | 0 – 1    | «Арсенал-Київ»      | Київ                                                            |  |
| 19:00               |                         | Протокол | Ігор Биковський 86' | Стадіон: «Оболонь-Арена» Глядачі: 1950 Суддя: Дмитро Бондаренко |  |

| 4 тур 14 серпня 2016 | «Арсенал-Київ» | 0 – 3    | «Іллічівець» (Маріуполь)                                       | Бориспіль                                             |  |
| 17:30                |                | Протокол | Кирило Сидоренко 42' Руслан Кісіль 67' Сергій Семенюк 69' (аг) | Стадіон: «Колос» Глядачі: 500 Суддя: Олександр Шандор |  |

| 5 тур 20 серпня 2016 | «Миколаїв»                                  | 2 – 1    | «Арсенал-Київ»         | Миколаїв                                                                 |  |
| 17:30                | Віктор Берко 57' Валерій Рогозинський 90+4' | Протокол | Олексій Майданевич 74' | Стадіон: Центральний міський стадіон Глядачі: 800 Суддя: Олександр Дєдов |  |

| 6 тур 26 серпня 2016 | «Арсенал-Київ»                              | 2 – 1    | «Нафтовик-Укрнафта» (Охтирка) | Бориспіль                                               |  |
| 17:00                | Адерінсола Есеола 26' Джемаль Кизилатеш 64' | Протокол | В'ячеслав Піднебенной 47'     | Стадіон: «Колос» Глядачі: 200 Суддя: Віктор Копієвський |  |

| 7 тур 3 вересня 2016 | «Черкаський Дніпро» (Черкаси) | 1 – 0    | «Арсенал-Київ» | Черкаси                                                       |  |
| 17:00                | Руслан Качур 85'              | Протокол |                | Стадіон: Центральний стадіон Глядачі: 3800 Суддя: Юрій Іванов |  |

| 8 тур 8 вересня 2016 | «Арсенал-Київ»                         | 1 – 0    | «Геліос» (Харків) | Бориспіль                                            |  |
| 17:00                | Артем Пилипенко 1' Артем Пилипенко 86' | Протокол |                   | Стадіон: «Колос» Глядачі: 300 Суддя: Віталій Романов |  |

| 9 тур 13 вересня 2016 | «Буковина» (Чернівці)     | 0 – 2    | «Арсенал-Київ»                                                       | Чернівці                                                 |  |
| 17:00                 | Олександр Темерівський 7' | Протокол | Руслан Черненко 15' Адерінсола Есеола 33' Максим Костюченко 65', 82' | Стадіон: «Буковина» Глядачі: 2520 Суддя: Дмитро Панчишин |  |

| 10 тур 18 вересня 2016 | «Арсенал-Київ»             | 0 – 0    | «Верес» (Рівне)                             | Бориспіль                                           |  |
| 16:00                  | Адерінсола Есеола 48', 80' | Протокол | Євген Неплях 49', 65' · Руслан Степанюк 85' | Стадіон: «Колос» Глядачі: 400 Суддя: Андрій Кузьмін |  |

| 11 тур 25 вересня 2016 | «Тернопіль»         | 2 – 1    | «Арсенал-Київ»     | Тернопіль                                                                     |  |
| 16:30                  | Артур Дорі 75', 86' | Протокол | Сергій Семенюк 35' | Стадіон: Тернопільський міський стадіон Глядачі: 1000 Суддя: Олександр Шандор |  |

| 12 тур 2 жовтня 2016 | «Арсенал-Київ»                                  | 3 – 3    | «Колос» (Ковалівка)                                                        | Бориспіль                                              |  |
| 15:00                | Джемаль Кизилатеш 2' Адерінсола Есеола 46', 60' | Протокол | Віталій Гавриш 19' (пен.) Олександр Бондаренко 72' Олександр Поздєєв 90+3' | Стадіон: «Колос» Глядачі: 250 Суддя: Дмитро Бондаренко |  |

| 13 тур 8 жовтня 2016 | «Авангард» (Краматорськ) | 0 – 2    | «Арсенал-Київ»                          | Краматорськ                                             |  |
| 16:00                |                          | Протокол | Артем Пилипенко 37' Руслан Черненко 61' | Стадіон: «Авангард» Глядачі: 600 Суддя: Олександр Дєдов |  |

| 14 тур 15 жовтня 2016 | «Арсенал-Київ»        | 1 – 2    | «Десна» (Чернігів)                     | Бориспіль                                                 |  |
| 15:00                 | Адерінсола Есеола 55' | Протокол | Вадим Мельник 32' Олександр Волков 73' | Стадіон: «Колос» Глядачі: 250 Суддя: Олександр Омельченко |  |

| 15 тур 22 жовтня 2016 | «Скала» (Стрий)  | 1 – 1    | «Арсенал-Київ»        | Стрий                                                |  |
| 15:00                 | Дмитро Скакун 7' | Протокол | Адерінсола Есеола 22' | Стадіон: «Сокіл» Глядачі: 650 Суддя: Дмитро Панчишин |  |

| 16 тур 29 жовтня 2016 | «Арсенал-Київ»                          | 2 – 0    | «Гірник-спорт» (Горішні Плавні) | Бориспіль                                                |  |
| 14:00                 | Артем Пилипенко 35' Руслан Черненко 70' | Протокол |                                 | Стадіон: «Колос» Глядачі: 300 Суддя: Михайло Митровський |  |

| 17 тур 5 листопада 2016 | «Інгулець» (Петрове)                    | 2 – 1    | «Арсенал-Київ»                               | Петрове                                                 |  |
| 14:00                   | Сергій Панасенко 64' Олексій Красов 64' | Протокол | Вадим Семчук 27' Олександр Аксьонов 52', 72' | Стадіон: «Інгулець» Глядачі: 850 Суддя: Дмитро Панчишин |  |

| 18 тур 9 листопада 2016 | «Суми»             | 1 – 1    | «Арсенал-Київ»                                                        | Суми                                                 |  |
| 14:00                   | Дмитро Жаріков 58' | Протокол | Сергій Семенюк 52' Вадим Гетьман 23', 69' Олексій Майданевич 81', 86' | Стадіон: «Ювілейний» Глядачі: 100 Суддя: Юрій Іванов |  |

| 19 тур 13 листопада 2016 | «Полтава»             | 0 – 1    | «Арсенал-Київ»        | Полтава                                                    |  |
| 13:00                    | Юрій Соломка 19', 87' | Протокол | Адерінсола Есеола 71' | Стадіон: «Локомотив» Глядачі: 600 Суддя: Дмитро Бондаренко |  |

| 20 тур 19 листопада 2016 | «Арсенал-Київ»                                                           | 2 – 1    | «Оболонь-Бровар» (Київ)              | Київ                                                    |  |
| 18:00                    | Адерінсола Есеола 11' (пен.) Максим Костюченко 45' Адерінсола Есеола 79' | Протокол | Ілля Коваленко 52' Василь Продан 79' | Стадіон: Оболонь-Арена Глядачі: 700 Суддя: Денис Шурман |  |

| 21 тур 18 березня 2017 | «Іллічівець» (Маріуполь) | 0 – 0    | «Арсенал-Київ» | Маріуполь                                                    |  |
| 14:00                  |                          | Протокол |                | Стадіон: «Іллічівець» Глядачі: 1100 Суддя: Володимир Міланич |  |

| 22 тур 25 березня 2017 | «Арсенал-Київ»            | 1 – 0    | «Миколаїв» | Бориспіль                                       |  |
| 14:00                  | Олександр Батальський 71' | Протокол |            | Стадіон: «Колос» Глядачі: 300 Суддя: Юрій Фощій |  |

| 23 тур 1 квітня 2017 | «Нафтовик-Укрнафта» (Охтирка) | 0 – 0    | «Арсенал-Київ» | Охтирка                                                    |  |
| 15:00                |                               | Протокол |                | Стадіон: «Нафтовик» Глядачі: 850 Суддя: Віктор Копієвський |  |

| 24 тур 8 квітня 2017 | «Арсенал-Київ» | 0 – 0    | «Черкаський Дніпро» | Бориспіль                                |  |
| 14:00                |                | Протокол |                     | Стадіон: «Колос» Суддя: Дмитро Кривушкін |  |

| 25 тур 14 квітня 2017 | «Геліос» (Харків)    | 1 – 0    | «Арсенал-Київ» | Харків                                                       |  |
| 18:00                 | Сергій Кравченко 51' | Протокол |                | Стадіон: «Сонячний» Глядачі: 500 Суддя: Олександр Омельченко |  |

| 26 тур 22 квітня 2017 | «Арсенал-Київ» | 0 – 1    | «Буковина» (Чернівці) | Бориспіль                                            |  |
| 14:00                 |                | Протокол | Максим Ілюк 66'       | Стадіон: «Колос» Глядачі: 220 Суддя: Олександр Дєдов |  |

| 27 тур 29 квітня 2017 | «Верес» (Рівне)          | 2 – 0    | «Арсенал-Київ» | Рівне                                                      |  |
| 16:00                 | Руслан Степанюк 62', 82' | Протокол |                | Стадіон: «Авангард» Глядачі: 2650 Суддя: Володимир Міланич |  |

| 28 тур 3 травня 2017 | «Арсенал-Київ»                                                                       | 4 – 0    | «Тернопіль» | Бориспіль                                             |  |
| 15:00                | Павло Федосов 24' Андрій Домбровський 41' Олександр Батальський 61' Навід Насімі 88' | Протокол |             | Стадіон: «Колос» Глядачі: 150 Суддя: Олександр Шандор |  |

| 29 тур 8 травня 2017 | «Колос» (Ковалівка) | 1 – 1    | «Арсенал-Київ»   | Ковалівка                                                |  |
| 17:00                | Євген Задоя 7'      | Протокол | Навід Насімі 70' | Стадіон: «Колос» Глядачі: 700 Суддя: Михайло Митровський |  |

| 30 тур 13 травня 2017 | «Арсенал-Київ» | 0 – 3    | «Авангард» (Краматорськ)                              | Бориспіль                                         |  |
| 15:00                 |                | Протокол | Віталій Єрмаков 9' Марат Даудов 56' Віталій Собко 88' | Стадіон: «Колос» Глядачі: 200 Суддя: Роман Калита |  |

| 31 тур 17 травня 2017 | «Десна» (Чернігів)                                                                                       | 5 – 1    | «Арсенал-Київ»   | Київ                                                            |  |
| 18:00                 | Євгеній Чепурненко 21' Денис Фаворов 35' Леван Арвеладзе 48' (пен.) Вадим Мельник 57' Ілля Коваленко 87' | Протокол | Вадим Семчук 76' | Стадіон: «Оболонь-Арена» Глядачі: 600 Суддя: Віктор Копієвський |  |

| 32 тур 21 травня 2017 | «Арсенал-Київ»                                                                                         | 5 – 4    | «Скала» (Стрий)                                                  | Бориспіль                                             |  |
| 15:00                 | Олександр Батальський 20', 54' Артем Старгородський 49' (пен.) Павло Федосов 70' Артем Пилипенко 90+5' | Протокол | Дмитро Баранов 39' Ігор Поручинський 40', 44' Юрій Черепущак 85' | Стадіон: «Колос» Глядачі: 200 Суддя: Дмитро Кривушкін |  |

| 33 тур 27 травня 2017 | «Гірник-спорт» (Горішні Плавні) | 1 – 0    | «Арсенал-Київ» | Горішні Плавні                                        |  |
| 17:00                 | Володимир Корольков 68' (пен.)  | Протокол |                | Стадіон: «Юність» Глядачі: 500 Суддя: Дмитро Панчишин |  |

| 34 тур 2 червня 2017 | «Арсенал-Київ»                                    | 3 – 0    | «Інгулець» (Петрове) | Бориспіль                                        |  |
| 17:00                | Артем Старгородський 62', 72' Артем Пилипенко 82' | Протокол |                      | Стадіон: «Колос» Глядачі: 200 Суддя: Юрій Іванов |  |

## Склад
| Поз           | Ім'я                  | Народився  | Зріст | Вага | Ліга | Ліга  | Кубок | Кубок | Загалом | Загалом |
| Поз           | Ім'я                  | Народився  | Зріст | Вага | Ігор | Голів | Ігор  | Голів | Ігор    | Голів   |
| ------------- | --------------------- | ---------- | ----- | ---- | ---- | ----- | ----- | ----- | ------- | ------- |
| Воротарі:     |                       |            |       |      |      |       |       |       |         |         |
| 31            | Сергій Сітало         | 20.12.1986 | 190   | 84   | 19   | -21   | 1     | -1    | 20      | -22     |
| 33            | Дмитро Іванов         | 30.09.1989 | 186   | 71   | 15   | -18   | 1     | -2    | 16      | -20     |
| Захисники:    |                       |            |       |      |      |       |       |       |         |         |
| 3             | Олексій Майданевич    | 18.07.1991 | 181   | 70   | 23   | 1     | 1     | 0     | 24      | 1       |
| 5             | Максим Костюченко     | 05.08.1990 | 187   | 80   | 22   | 1     | 1     | 0     | 23      | 1       |
| 29            | Вадим Гетьман         | 14.07.1987 | 184   | 70   | 20   | 0     | 2     | 0     | 22      | 0       |
| 88            | Іван Білий            | 27.01.1988 | 186   | 75   | 19   | 0     | 2     | 0     | 21      | 0       |
| 4             | Олександр Голіков     | 13.11.1991 | 177   | 69   | 15   | 0     | 0     | 0     | 15      | 0       |
| 88            | Дмитро Зозуля         | 09.06.1988 | 188   | 78   | 13   | 0     | 0     | 0     | 13      | 0       |
| 44            | Олег Котелюх          | 19.06.1979 | 184   | 77   | 10   | 0     | 1     | 0     | 11      | 0       |
| 77            | Шаян Тагаві           | 04.06.1992 | 170   | 67   | 5    | 0     | 0     | 0     | 5       | 0       |
| 4             | Олександр Шевченко    | 24.10.1992 | 192   | 81   | 2    | 0     | 0     | 0     | 2       | 0       |
| 13            | Євген Єлісєєв         | 06.03.1989 | 186   | 75   | 1    | 0     | 0     | 0     | 1       | 0       |
| Півзахисники: |                       |            |       |      |      |       |       |       |         |         |
| 14            | Джемаль Кизилатеш     | 14.09.1994 | 178   | 70   | 31   | 2     | 1     | 0     | 32      | 2       |
| 19            | Вадим Семчук          | 24.11.1993 | 184   | 71   | 27   | 2     | 2     | 1     | 29      | 3       |
| 8             | Сергій Семенюк        | 27.01.1991 | 176   | 59   | 27   | 2     | 2     | 0     | 29      | 2       |
| 28            | В'ячеслав Турчанов    | 03.08.1991 | 180   | 68   | 27   | 0     | 2     | 0     | 29      | 0       |
| 9             | Андрій Домбровський   | 12.08.1995 | 173   | 65   | 26   | 1     | 2     | 0     | 28      | 1       |
| 11            | Кирило Матвєєв        | 22.06.1996 | 180   | 70   | 26   | 0     | 1     | 0     | 27      | 0       |
| 17            | Руслан Черненко       | 29.09.1992 | 187   | 78   | 24   | 3     | 2     | 0     | 26      | 3       |
| 23            | Навід Насімі          | 01.03.1995 | 178   | 69   | 15   | 2     | 1     | 0     | 16      | 2       |
| 13            | Артем Старгородський  | 17.01.1982 | 180   | 76   | 11   | 3     | 0     | 0     | 11      | 3       |
| 25            | Олександр Аксьонов    | 07.01.1994 | 180   | 70   | 10   | 0     | 0     | 0     | 10      | 0       |
| 18            | Ярослав Піскун        | 07.02.1996 | 185   | 76   | 4    | 0     | 0     | 0     | 4       | 0       |
| 22            | Володимир Тименко     | 10.06.1997 | 180   | 72   | 1    | 0     | 1     | 0     | 2       | 0       |
| 16            | Дмитро Лапа           | 16.07.1997 | 181   | 74   | 1    | 0     | 0     | 0     | 1       | 0       |
| Нападники:    |                       |            |       |      |      |       |       |       |         |         |
| 30            | Артем Пилипенко       | 21.08.1995 | 176   | 66   | 25   | 5     | 0     | 0     | 25      | 5       |
| 45            | Адерінсола Есеола     | 28.06.1991 | 189   | 77   | 16   | 9     | 2     | 1     | 18      | 10      |
| 10            | Олександр Батальський | 28.10.1986 | 190   | 83   | 13   | 4     | 0     | 0     | 13      | 4       |
| 70            | Павло Федосов         | 14.08.1996 | 175   | 67   | 12   | 2     | 0     | 0     | 12      | 2       |
| 96            | Ігор Биковський       | 05.09.1996 | 175   | 70   | 4    | 1     | 2     | 1     | 6       | 2       |
| 97            | Мар'ян Литовчак       | 23.05.1997 | 176   | 76   | 5    | 0     | 1     | 0     | 6       | 0       |
| 10            | Фарид Сулейман        | 03.01.1994 | 180   | 77   | 3    | 0     | 0     | 0     | 3       | 0       |
| 7             | Олексій Кікірешко     | 20.02.1977 | 179   | 77   | 1    | 0     | 0     | 0     | 1       | 0       |

Тренерський штаб
| Посада          | Ім'я              | Народився  | Примітки                          |
| --------------- | ----------------- | ---------- | --------------------------------- |
| Головний тренер | Сергій Літовченко | 30.01.1979 | Протягом всього сезону            |
| Тренер          | Віталій Розгон    | 23.03.1980 | З початку сезону — 19 лютого 2017 |